# Minako Honda
Minako Kudo (本田 美奈子 o 本田 美奈子?, Minako Kudo; Itabashi, 31 luglio 1967 – Bunkyō, 6 novembre 2005) è stata una cantante giapponese.
Divenne famosa come la "Madonna del Giappone" per il suo fascino e le sue esibizioni a metà degli anni ottanta.

## Biografia
Minako amava cantare sin da giovane e riuscì ad entrare nel mondo dello spettacolo quando fu scoperta per le strade di Harajuku dall'agenzia Bond, che le fece ottenere un contratto con la Toshiba / EMI.
La sua iniziale carriera fu costruita sulla falsariga di Madonna, anche se in una versione più graziosa e giovanile. L'artista prese il nome di Minako Honda probabilmente con un collegamento all'ambizione di voler essere di fama internazionale come le automobili Honda, alcuni teorizzano anche che il nome era un gioco di parole che indica ch'ella era pronta a far battaglia con Mazda (la pronuncia giapponese della marca dell'automobile è lo stesso del nome di famiglia dell'idol Seiko Matsuda).

## Discografia

### Singoli
1. Satsui No Vacance (殺意のバカンス Satsui No Bakansu) (21 aprile 1985)
2. Suki To Iinasai (好きと言いなさい) (20 luglio 1985)
3. Aoi Shumatsu (青い週末) (August 31 1985)
4. Temptation (28 settembre 1985)
5. 1986 Nen No Marilyn (1986年のマリリン Senkyuhyakuhachijūrokunen No Maririn) (5 febbraio 1986)
6. Sosotte (1º maggio 1986)
7. Help (23 luglio 1986)
8. The Cross -Ai No Jyujika- (愛の十字架) (3 settembre 1986)
9. Oneway Generation (4 febbraio 1987)
10. Crazy Nights (22 aprile 1987)
11. Golden Days (11 maggio 1987) Pubblicata solo nella Gran Bretagna
12. Heartbreak (22 giugno 1987)
13. Kodoku Na Hurricane (孤独なハリケーン Kodoku Na Harikēn) (9 settembre 1987)
14. Kanashimi Swing (悲しみSWING) (25 novembre 1987)
15. Anata To Nettai (あなたと、熱帯) (6 luglio 1988)
16. Stand Up ~ Full Metal Armor (30 novembre 1988)
17. Katte Ni Sasete (勝手にさせて) (31 maggio 1989)
18. 7th Bird "Ai Ni Koi" (愛に恋) (11 ottobre 1989)
19. Shangri-La (4 luglio 1990)
20. Tsubasa (つばさ) (25 maggio 1994)
21. Lul-la-by ~ Yasashiku Dakasete (ら・ら・ば・い～優しく抱かせて) (10 maggio 1995) (seconda sigla di chiusura di 'Magic Knight Rayearth')
22. Boku No Heya De Kurasou (僕の部屋で暮らそう) (26 luglio 1995)
23. Fall In Love With You -Koi Ni Ochite- (恋に落ちて) (6 novembre 1995)
24. Shining Eyes (21 luglio 1996)
25. Kaze No Uta (風のうた) (21 novembre 1999) (sigla di chiusura di 'Hunterxhunter)
26. Honey (21 ottobre 2000)
27. Hoshizora (星空) (24 gennaio 2001)
28. Nadja!! (ナージャ!! Nādja!!) (21 febbraio 2003) (sigla di apertura di Ashita no Nadja)
29. Shinsekai (新世界) (14 maggio 2004)

### Album
1. M'Syndrome (M'シンドロームEmu'Shindorōmu) (21 novembre 1985)
2. Lips (4 giugno 1986)
3. Oversea (22 giugno 1987)
4. Cancel (28 settembre 1988)
5. Midnight Swing (15 dicembre 1988)
6. Hyōteki (豹的) (5 luglio 1989)
7. Wild Cats (August 4, 1989)
8. Junction (24 settembre 1994)
9. Hare Tokidoki Kumori (晴れ ときどき くもり) (25 giugno 1995)
10. Ave Maria (21 maggio 2003)
11. Toki (時) (25 novembre 2004)
12. Amazing Grace (アメイジング・グレイス Ameijingu Gureisu) (19 ottobre 2005)
13. Kokoro Wo Komete... (心を込めて...) (20 aprile 2006)
14. Yasashii Sekai (優しい世界) (6 dicembre 2006)
15. ETERNAL HARMONY (6 novembre 2008)
16. Last Concert (ラスト・コンサート) (10 dicembre 2008)

#### Album dal vivo
1. The Virgin Concert (ザ・ヴァージン・コンサート Za Vājin Consāto) (20 febbraio 1986)
2. DISPA 1987 (24 gennaio 1989)

#### Raccolte
1. The Minako Collection (20 dicembre 1986)
2. Golden Best- New Best Now (4 giugno 1988)
3. Look Over My Shoulder (26 ottobre 1988)
4. Stand Up- Best Beat Collection (12 dicembre 1988)
5. Life -Minako Honda: Premium Best- (21 maggio 2005)
6. I Love You (29 marzo 2006)
7. Angel Voice ~Minako Honda. Memorial Best~ (18 aprile 2007)
8. Classical Best ~Ten Ni Hibiku Uta~ (20 aprile 2007)

### Colonne sonore
1. Passenger (25 ottobre 1988)

### VHS/DVD
1. The Virgin Live In Budokan
2. Dangerous Bond Street
3. Dramatic Flash
4. DISPA 1987
5. Minako In L.A.
6. Katte Ni Sasete (勝手にさせて)
7. Tropical Holiday
8. Tropical Holiday In Hawaii